# Sukaping
Sukaping is een bestuurslaag in het regentschap Kuantan Singingi van de provincie Riau, Indonesië. Sukaping telt 605 inwoners (volkstelling 2010).